# 談佩珊
談佩珊（英語：Sue Tam，1969年9月21日—），前無綫電視藝員及配音員，1990年参加香港小姐，後落選，并加入無綫電視，演出數十部劇集直到1996年後淡出，其後轉行任職保險從業員。談佩珊現為情緒治療師、美國註冊臨床催眠治療師及身心語言程式學(NLP)高級執行師。

## 電視劇（無綫電視）
- 1992年：壹號皇庭 飾 張麗玲
- 1992年：我愛牙擦蘇 飾 月　梅
- 1992年：他来自天堂 飾 陳小姐
- 1992年：巨人 飾 職　員
- 1992年：九反威龍 飾 嬰兒母親
- 1992年：飛星寻龍 飾 睇相客乙
- 1992年：重案傳真 飾 電視主持/新聞報導員
- 1993年：壹號皇庭II 飾 麥太
- 1993年：开心華之里 飾 Cindy
- 1993年：清宮氣數錄 飾 慈安太后
- 1993年：馬場大亨 飾 宋小瑜（Cindy）
- 1993年：雌雄大老千 飾 D太太
- 1993年：天倫 飾 宋文麗
- 1993年：原振侠 飾 Amy
- 1994年：親恩情未了 飾　Margaret
- 1994年：壹号皇庭III 飾　羅太太
- 1994年：再見亦是老婆 飾 珠
- 1994年：新重案傳真 飾 許月娥
- 1995年：壹號皇庭IV 飾 梁慧珍
- 1995年：神鵰俠侶 飾 程遙迦
- 1996年：十三密殺令 飾 雞殺手
- 1996年：900重案追兇 飾　宋馬鳳君
- 1996年：刑事偵緝檔案II 飾 胡潔婷
- 1996年：闔府統請 飾 娟（第3、4、5集）
- 1996年：廉政行動組 飾 黎秀蓮
- 1996年：廉政行動1996 飾 洪　妻
- 1996年：笑傲江湖 飾 蓝鳳凰

## 電視劇 (香港電台)
- 1999年: 完全學生手冊一無言的小孩 飾 洪太太
- 2000年: 常識科一馬路如虎口 飾 張太

## 節目主持 (無綫電視)
- 1991年：寰宇風情（美國特輯）
- 1992年：寰宇風情（阿曼特輯）
- 1992年：寰宇風情（開曼群島特輯）